# Zygfryd I (hrabia Luksemburga)
Zygfryd (ur. 919 r., zm. 27 lutego 998 r.) – hrabia Moselgau, pierwszy hrabia w Luksemburgu od 963 r.
Zygfryd pochodził z możnej rodziny ardeńskiej. Był synem Wigeryka, palatyna w Lotaryngii, oraz Kunegundy, pochodzącej z rodu Karolingów. Spośród jego starszych braci Fryderyk (hrabia Baru i Metzu) został w 959 r. księciem Górnej Lotaryngii, a Adalberon był biskupem Metzu. 
Zygfryd, hrabia Moselgau, w 963 r. podpisał umowę, na mocy której oddał opactwu benedyktyńskiemu św. Maksymina w Trewirze ziemie w pobliżu Echternach, w zamian za co otrzymał niewielki zamek zbudowany na skale nad brzegiem rzeki Alzette, nazwany w źródłach Lucilinburhuc. Zygfryd niezwłocznie przystąpił tutaj do budowy nowego zamku, wokół której rozwijała się osada miejska. Położył w ten sposób początki zarówno miasta Luksemburg, jak i hrabstwa Luksemburg, sam Zygfryd jednak tytułu "hrabiego Luksemburga" nie używał. Był także świeckim opatem klasztoru w Echternach.
Jego żoną była Jadwiga, córka Eberharda, hrabiego Nordgau. Miał z nią liczne dzieci, m.in.:
- Henryk, zm. 1026, hrabia w Luksemburgu i książę Bawarii
- Zygfryd, zm. 985/1004, hrabia Northeim
- Adalbert, zm. po 1037, arcybiskup Trewiru
- Ermentruda, zm. ?, opatka
- Gizelbert, zm. 1004, hrabia Ardennengau
- Liutgarda, zm. 1005, żona Arnulfa, hrabiego Holandii
- Ewa, zm. 1040, żona Gerarda, hrabiego Alzacji
- Kunegunda, zm. 1033, żona cesarza Henryka II
- Dytryk, zm. 1046, biskup Metzu
- Fryderyk, zm. 1019 (jego synowie odziedziczyli następnie Luksemburg)